# Spalangia dozieri
Spalangia dozieri är en stekelart som beskrevs av Burks 1969. Spalangia dozieri ingår i släktet Spalangia och familjen puppglanssteklar.
Artens utbredningsområde är:
- Kuba.
- Puerto Rico.

Inga underarter finns listade i Catalogue of Life.